# Заливне (Самарська область)
Заливне (рос. Заливное) — село в Богатівському районі Самарської області Російської Федерації.
Населення становить 17 осіб. Входить до складу муніципального утворення сільське поселення Богате.

## Історія
Від 2005 року входило до складу муніципального утворення сільське поселення Богате.

## Населення
| 2010 |
| ---- |
| 17   |